# 露西娅·加西亚
露西娅·加西亚·科尔多瓦（西班牙語：Lucía García Córdoba；1998年7月14日—），西班牙女子职业足球运动员，司职前锋，目前效力于蒙特雷足球俱乐部和西班牙国家女子足球队。她曾代表西班牙参加2024年夏季奥林匹克运动会女子足球比赛。